# باورز بوث
باورز بوث (بالإنجليزية: Powers Boothe) (مواليد 1 يونيو 1948 في تكساس - 14 مايو 2015)، هو ممثل أمريكي بدأ مسيرته الفنية عام 1977. كما أنه من الفائزين بجائزة إيمي من أشهر أدواره على الإطلاق فيلم سادن ديث (موت مفاجئ) أمام الممثل جان كلود فان دام كما أنه شارك في فيلم (طلقات سريعة) امام الممثل الراحل براندون لي

## الأعمال
- فتاة الوداع
- ريد دان
- طلقات سريعة
- تومبستون
- السماء الزرقاء
- كون إير
- رجال الشرف
- مدينة الخطيئة
- المنتقمون
- مدينة الخطيئة: سيدة لتقتل من أجلها
- موت مفاجئ (فيلم) موت مفاجئ

## وصلات خارجية
- باورز بوث على موقع IMDb (الإنجليزية)
- باورز بوث على موقع روتن توميتوز (الإنجليزية)
- باورز بوث على موقع ألو سيني (الفرنسية)
- باورز بوث على موقع ميوزك برينز (الإنجليزية)
- باورز بوث على موقع تيرنر كلاسيك موفيز (الإنجليزية)
- باورز بوث على موقع أول موفي (الإنجليزية)
- باورز بوث على موقع قاعدة بيانات برودواي على الإنترنت (الإنجليزية)
- باورز بوث على موقع قاعدة بيانات الأفلام السويدية (السويدية)
- باورز بوث على موقع إن إن دي بي (الإنجليزية)
- باورز بوث على موقع قاعدة بيانات الفيلم (الإنجليزية)